# Jan Van Der Auwera
Jan Van der Auwera (Mechelen, 9 januari 1924 – Sint-Katelijne Waver, 17 maart 2004) was een Belgisch voetballer die speelde als middenvelder en als verdediger. Hij voetbalde in Eerste klasse bij Racing Mechelen en speelde 23 wedstrijden met het Belgisch voetbalelftal.

## Loopbaan
Van der Auwera debuteerde in 1947 in het eerste elftal van Racing Mechelen, op dat moment actief in de Tweede Klasse. Op het einde van het seizoen vierde hij met de ploeg de promotie naar Eerste klasse. Samen met Rik De Saedeleer vormde Van der Auwera de spil van een sterke ploeg die mooie resultaten behaalde in de hoogste afdeling. In 1950 en 1951 werd Van Der Auwera met de ploeg derde, in 1952 zelfs tweede en in 1954 behaalde de ploeg de finale van de Beker van België die met 3-1 verloren werd tegen Standard Luik. Van der Auwera bleef er spelen tot in 1960 toen hij een punt zette achter zijn spelersloopbaan op het hoogste niveau. In totaal speelde hij 269 wedstrijden in Eerste klasse en scoorde daarin 18 doelpunten.
Hij werd 26 keer opgeroepen voor de Rode Duivels en speelde 23 wedstrijden maar scoorde geen doelpunt.